# Sexto Pompeyo Colega
Sexto Pompeyo Colega (en latín Sextus Pompeius Collega) fue un senador del Alto Imperio Romano que desempeñó su carrera bajo la dinastía Flavia, alcanzando el honor del consulado.

## Familia
Era hijo de Cneo Pompeyo Colega, consul suffectus a finales de 71.

## Carrera política
Su lealtad a los flavios y particularmente a Domiciano hicieron que fuera elegido consul ordinarius en 93.
En 100, bajo Trajano, durante el juicio de repetundis contra el senador Mario Prisco, consul suffectus en 85, por su gobierno irregular como procónsul de Africa, Pompeyo Colega, todavía activo, propuso que se le condenase a una pena leve, consistente en entregar al erario 700.000 sestercios obtenidos irregularmente por éste y que sólo respondiera del delito de concusión por el que ya había sido condenado.
Debió fallecer poco después.